# Poecilopharis morrisi
Poecilopharis morrisi är en skalbaggsart som beskrevs av Allard 1995. Poecilopharis morrisi ingår i släktet Poecilopharis och familjen Cetoniidae. Inga underarter finns listade i Catalogue of Life.